# Бистрица (община Лития)
Вижте пояснителната страница за други значения на Бистрица.
Бистрица (на словенски: Bistrica) е село в Словения, Средна Словения, община Лития. Според Националната статистическа служба на Република Словения през 2015 г. селото има 25 жители.